# Alan Skidmore
Alan Richard James Skidmore (* 21. April 1942 in London) ist ein britischer Tenor- und Sopransaxophonist des Modern Jazz.

## Leben und Wirken
Der Sohn des Jazzsaxophonisten Jimmy Skidmore erhielt seine musikalische Ausbildung am Konservatorium in London. Mitte der 1960er Jahre spielte er zunächst in Bluesrock-Bands mit Alexis Korner, John Mayall und Georgie Fame, aber auch mit Sonny Boy Williamson II. und Champion Jack Dupree. 1969 gründete er sein eigenes Quintett mit dem Pianisten John Taylor und Posaunisten Malcolm Griffiths, begann die Zusammenarbeit mit John Surman und spielte zwei Jahre in Chris McGregors Brotherhood of Breath. Er war langjähriges Mitglied der George Gruntz Concert Jazz Band, nahm aber auch mit Keith Tippetts Centipede, Volker Kriegel, Chick Corea, Rolf Kühn und den Bigbands von Stan Tracey und Charlie Watts Platten auf. Außerdem spielte er mit Niels-Henning Ørsted Pedersen, Weather Report und verschiedenen Big Bands (BBC, NDR, WDR). Anfang der 1990er Jahre war er Mitglied im Dedication Orchestra. In den letzten Jahren wurde er mehrfach in den Ensembles von Colin Towns herausgestellt und hat Eigenproduktionen mit südafrikanischen Musikern vorgelegt. Er trat in Mitteleuropa häufiger in Gruppen um Ali Haurand auf.
Skidmores Phrasierung und Tonbildung ist obgleich eigenständig, stark von John Coltrane beeinflusst. Bereits 1969 wurde er bei seinem Auftritt auf dem Montreux Jazz Festival als bester Solist bewertet und sein Quintett von der Presse mit dem 1. Preis ausgezeichnet. Über viele Jahre war er Preisträger der britischen Jazzpolls beim Melody Maker für Tenorsaxophon.
Skidmore ist auch als Studiomusiker in Erscheinung getreten (The Nice, Soft Machine, Walker Brothers, Kate Bush, Van Morrison).

## Auswahldiskografie
- Once Upon a Time (1969)
- TCB (1970)
- SOS (1975) (mit John Surman und Mike Osborne)
- S.O.H. Live in London (mit Tony Oxley und Ali Haurand)
- Tribute to Trane (1988)
- After the Rain (1998)
- The Call (2001) – mit Amampondo
- Ubizo (2003) – mit Amampondo

## Lexigraphische Einträge
- Ian Carr, Digby Fairweather, Brian Priestley: Rough Guide Jazz. Der ultimative Führer zur Jazzmusik. 1700 Künstler und Bands von den Anfängen bis heute. Metzler, Stuttgart/Weimar 1999, ISBN 3-476-01584-X.
- John Chilton: Who’s Who of British Jazz Continuum, London 2004, (2. Auflage).
- Richard Cook: Jazz Encyclopedia London: Penguin, 2007, ISBN 978-0-14-102646-6.